# Église Notre-Dame d'Alfortville
Pour les articles homonymes, voir Église Notre-Dame.
L'église Notre-Dame d'Alfortville est une église paroissiale datant de la fin du XIXe siècle située dans la commune d'Alfortville.

## Historique
La construction de l'église Notre-Dame d'Alfortville débute en 1889 et s'achève en 1891 avec le soutien de plusieurs bienfaiteurs dont Marie-Alexandrine-Adèle Roland-Gosselin (1851-1932). L'inauguration de l'église se fait le 25 mars 1892. En août 1932 un incendie ravage l'église et une restauration est entreprise en 1933. L'église est inscrite à l'Inventaire général du patrimoine culturel depuis 1996.
La façade de l'édifice a fait l'objet d'une importante rénovation achevée fin août 2016.

## Description
Les vitraux sont de style néo-gothique.

### Grandes orgues

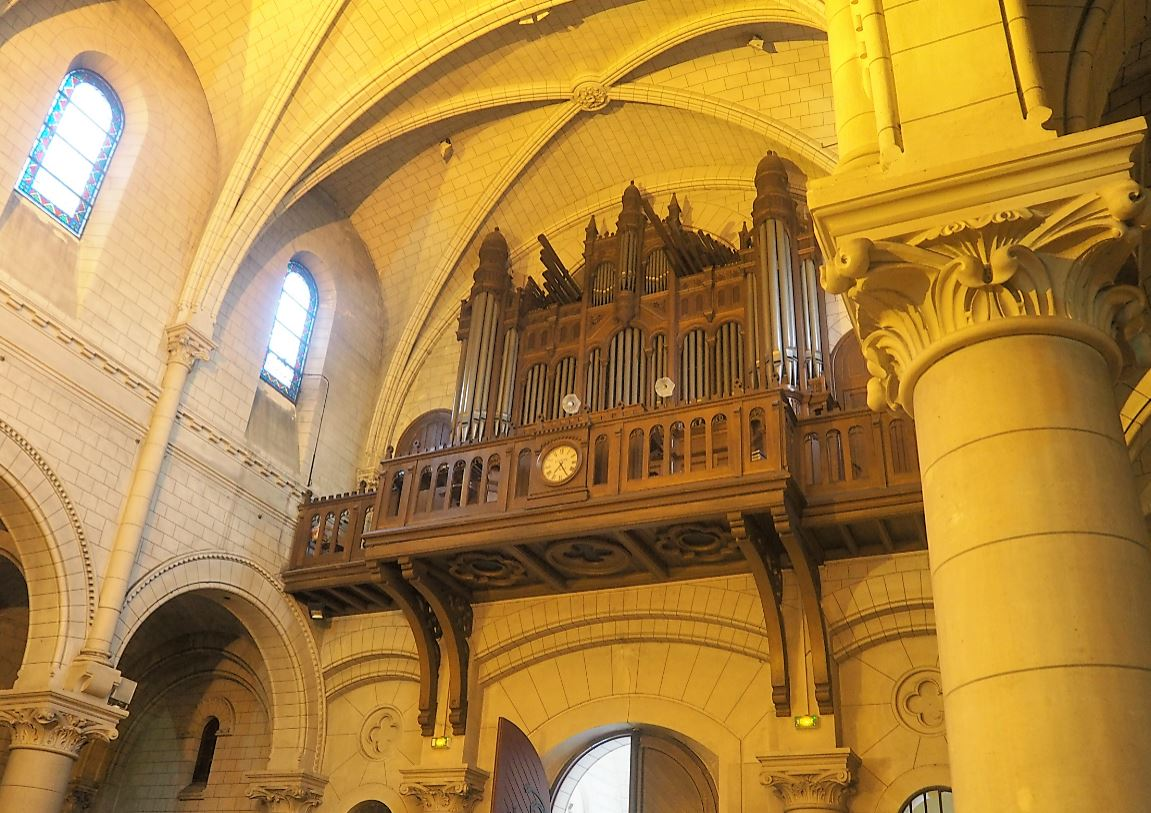
Les grandes orgues.

L'orgue est construit en 1892 par la manufacture Cavaillé-Coll et inauguré en 1903 par son successeur Charles Mutin. Il est endommagé au cours de l'incendie de 1932. Une restauration importante est entreprise en 1984 avec le concours de la municipalité d'Alfortville. L'orgue est inscrit à l’inventaire supplémentaire national des monuments historiques depuis 1978.
Les grandes orgues de l'église Notre-Dame sont les plus importantes du Val-de-Marne avec leurs 22 jeux, après celles du conservatoire de Saint-Maur-des-Fossés.

### Organistes
- Loïc Martine (jusqu'en 1986)
- Guillaume Brioude (1986-2015)
- Pierre Kobel
- Paule Létaud

### Articles liés
- Église Saint-Pierre-Apôtre d'Alfortville
- Diocèse de Créteil